# Điện trở suất và điện dẫn suất
Điện trở suất (tiếng Anh: electrical resistivity) là một tính chất cơ bản của một vật liệu biểu thị khả năng cản trở dòng điện. Nghịch đảo của nó, điện dẫn suất, cho biết khả năng dẫn điện của một vật liệu. Điện trở suất thấp cho thấy vật liệu có khả năng dẫn điện tốt hơn. Điện trở suất thường được ký hiệu bằng chữ cái Hy Lạp ρ (rho). Đơn vị SI của điện trở suất là ohm-mét (Ω⋅m). Ví dụ, nếu một dây dẫn dài 1 m có điện trở giữa hai đầu dây là 1 Ω thì điện trở suất của vật liệu làm dây dẫn là 1 Ω⋅m.
Điện dẫn suất hay độ dẫn điện riêng (tiếng Anh: electrical conductivity) là nghịch đảo của điện trở suất. Nó biểu diễn khả năng dẫn điện của một vật liệu. Điện dẫn suất thường được ký hiệu bằng chữ cái Hy Lạp σ (sigma), nhưng đôi khi κ (kappa) (đặc biệt trong kỹ thuật điện) và γ (gamma) cũng được sử dụng. Đơn vị SI của điện dẫn suất là siemens trên mét (S/m).

## Định nghĩa

### Trường hợp lý tưởng

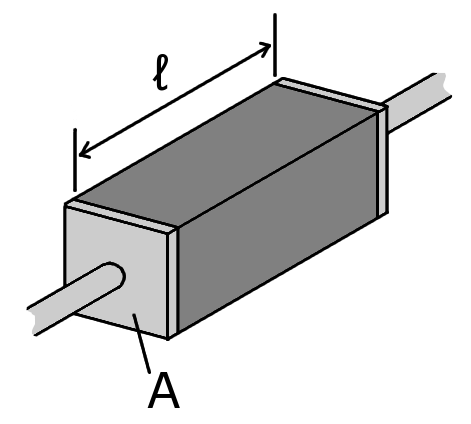
Một miếng vật liệu có tiếp điểm điện ở hai đầu.

Trong trường hợp lý tưởng, thành phần vật lý và tiết diện của vật liệu được xem xét đồng đều trên toàn bộ vật mẫu, còn điện trường và mật độ dòng điện song song và không đổi. Nhiều điện trở và chất dẫn điện thực tế có tiết diện đồng đều, dòng điện không đổi, và được làm bằng một vật liệu duy nhất, nên mô hình này cũng tương đối chính xác. Trong trường hợp này, điện trở suất ρ có thể được tính bằng:
{\displaystyle \rho =R{\frac {A}{\ell }},\,\!}
trong đó
R là điện trở của một mẫu vật liệu đồng đều
ℓ là chiều dài mẫu vật liệu
A là diện tích tiết diện của mẫu vật liệu
Cả điện trở và điện trở suất đều biểu diễn khả năng cản trở dòng điện của một chất, nhưng không như điện trở, điện trở suất là một tính chất bên trong. Điều này nghĩa là mọi dây dẫn bằng đồng nguyên chất (có cấu trúc tinh thể không bị biến dạng, v.v.), bất kể hình dạng và kích thước, đều có cùng điện trở suất, nhưng một dây đồng dài, mảnh có điện trở lớn hơn nhiều so với một dây đồng ngắn, dày. Mỗi vật liệu đều có điện trở suất của riêng nó. Ví dụ, cao su có điện trở suất cao hơn đồng rất nhiều.
Trong một tương quan thủy lực, dòng điện chạy qua vật liệu có điện trở suất cao giống như nước chảy qua một ống dẫn chứa cát — trong khi dòng điện chạy qua vật liệu có điện trở suất thấp giống như nước chảy qua một ống rỗng. Nếu các ống đều có cùng hình dạng và chiều kích, một ống dẫn nhiều cát sẽ cản trở dòng chảy nhiều hơn. Tuy nhiên, sự cản trở đó không hoàn toàn phụ thuộc vào việc ống có cát hay không, mà còn phụ thuộc và chiều dài và chiều rộng của ống: ống ngắn hay rộng cản trở kém hơn ống dài hoặc mảnh.
 
Phương trình trên có thể được biến đổi, cho ta định luật Pouillet (đặt tên theo Claude Pouillet):
{\displaystyle R=\rho {\frac {\ell }{A}}.\,\!}
Điện trở của một vật liệu tỷ lệ thuận với chiều dài nhưng tỉ lệ nghịch với diện tích tiết diện. Do đó đơn vị của điện trở suất có thể được biểu diễn bằng "ohm mét" (Ω⋅m) — tức ohm chia cho mét (cho chiều dài) rồi nhân cho mét vuông (cho diện tích tiết diện).
Điện dẫn suất, σ, là nghịch đảo của điện trở suất:
{\displaystyle \sigma ={\frac {1}{\rho }}.\,\!}
Điện dẫn suất có đơn vị SI là "siemens trên mét" (S/m).

### Đại lượng vô hướng tổng quát
Trong những trường hợp kém lý tưởng hơn, ví dụ như hình dạng phức tạp, hoặc dòng điện và điện trường biến thiên ở những nơi khác nhau, cần sử dụng một biểu thức tổng quát hơn, trong đó điện trở suất tại một điểm được định nghĩa là tỉ số giữa điện trường và mật độ dòng điện tại điểm đó:
{\displaystyle \rho ={\frac {E}{J}},\,\!}
trong đó
ρ là điện trở suất của vật liệu
E là độ lớn của điện trường,
J là độ lớn của mật độ dòng điện,
trong đó E và J ở bên trong vật dẫn.
Tương tự, điện dẫn suất là nghịch đảo của điện trở suất, tức
{\displaystyle \sigma ={\frac {1}{\rho }}={\frac {J}{E}}.\,\!}
Ví dụ, cao su là vật liệu có ρ lớn và σ nhỏ — điện trường dù rất lớn cũng khó tạo dòng điện bên trong nó. Ngược lại, đồng có ρ nhỏ và σ lớn — một điện trường nhỏ cũng có thể tạo ra dòng điện lớn chạy qua nó.
Trong trường hợp điện trường và mật độ dòng điện không đổi, từ công thức tổng quát ta có thể suy ra công thức lý tưởng ở trên.
Nếu điện trường không đổi, nó bằng hiệu điện thế trên toàn bộ vật dẫn V chia cho chiều dài vật dẫn ℓ:
{\displaystyle E={\frac {V}{\ell }}\,.}
Nếu mật độ dòng điện không đổi, nó bằng cường độ dòng điện chia cho diện tích tiết diện:
{\displaystyle J={\frac {I}{A}}\,.}
Thế các biểu thức cho E và J vào công thức tổng quát, ta được:
{\displaystyle \rho ={\frac {VA}{I\ell }}\,.}
Theo định luật Ohm thì V/I = R nên ta có:
{\displaystyle \rho =R{\frac {A}{\ell }}\,.}

### Tenxơ điện trở suất
Khi điện trở suất của vật liệu có thành phần chỉ hướng, phải sử dụng định nghĩa tổng quát nhất, bắt đầu từ dạng vectơ-tenxơ của định luật Ohm, liên hệ giữa điện trường và cường độ dòng điện trong vật dẫn. Tuy là phương trình tổng quát, nhưng độ phức tạp khiến nó chỉ được sử dụng trong những trường hợp dị hướng, khi mà không thể dùng những định nghĩa đơn giản hơn.
Ở đây, dị hướng nghĩa là vật liệu có tính chất khác nhau theo những hướng khác nhau. Ví dụ, một tinh thể than chì gồm các lớp graphit xếp chồng lên nhau, và dòng điện chạy qua một lớp graphit rất dễ dàng, nhưng chạy từ lớp này sang lớp khác thì khó hơn nhiều. Trong những trường hợp đó, dòng điện không hoàn toàn chạy cùng hướng với điện trường, nên phương trình được tổng quát thành dạng tenxơ ba chiều:
{\displaystyle \mathbf {J} ={\boldsymbol {\sigma }}\mathbf {E} \,\,\Leftrightarrow \,\,\mathbf {E} ={\boldsymbol {\rho }}\mathbf {J} \,\!}
trong đó điện dẫn suất σ và điện trở suất σ là các tenxơ bậc 2, còn điện trường E và mật độ dòng điện J là các vectơ. Những tenxơ này có thể biểu diễn bằng ma trận 3×3, các vectơ bằng ma trận 3×1, và phép nhân ma trận cho vế phải của phương trình. Dạng ma trận của biểu thức trên là:
{\displaystyle {\begin{bmatrix}E_{x}\\E_{y}\\E_{z}\end{bmatrix}}={\begin{bmatrix}\rho _{xx}&\rho _{xy}&\rho _{xz}\\\rho _{yx}&\rho _{yy}&\rho _{yz}\\\rho _{zx}&\rho _{zy}&\rho _{zz}\end{bmatrix}}{\begin{bmatrix}J_{x}\\J_{y}\\J_{z}\end{bmatrix}}}
trong đó
E là vectơ điện trường, với các thành phần (Ex, Ey, Ez),
σ là tenxơ điện trở suất, một ma trận 3×3,
J là vectơ mật độ dòng điện, với các thành phần (Jx, Jy, Jz).
Sử dụng ký hiệu Einstein, điện trở suất có thể viết gọn lại thành:
{\displaystyle \mathbf {E} _{i}={\boldsymbol {\rho }}_{ij}\mathbf {J} _{j}}
Biểu thức của mỗi thành phần điện trường là:
{\displaystyle E_{x}=\rho _{xx}J_{x}+\rho _{xy}J_{y}+\rho _{xz}J_{z}.}
{\displaystyle E_{y}=\rho _{yx}J_{x}+\rho _{yy}J_{y}+\rho _{yz}J_{z}.}
{\displaystyle E_{z}=\rho _{zx}J_{x}+\rho _{zy}J_{y}+\rho _{zz}J_{z}.}
Do hệ tọa độ có thể chọn tùy ý, quy ước thông dụng là chọn trục x song song với chiều dòng điện để Jy = Jz = 0. Khi ấy:
{\displaystyle \rho _{xx}={\frac {E_{x}}{J_{x}}},\quad \rho _{yx}={\frac {E_{y}}{J_{x}}},{\text{ and }}\rho _{zx}={\frac {E_{z}}{J_{x}}}.}
Điện dẫn suất cũng được định nghĩa tương tự:
{\displaystyle {\begin{bmatrix}J_{x}\\J_{y}\\J_{z}\end{bmatrix}}={\begin{bmatrix}\sigma _{xx}&\sigma _{xy}&\sigma _{xz}\\\sigma _{yx}&\sigma _{yy}&\sigma _{yz}\\\sigma _{zx}&\sigma _{zy}&\sigma _{zz}\end{bmatrix}}{\begin{bmatrix}E_{x}\\E_{y}\\E_{z}\end{bmatrix}}}
hoặc bằng ký hiệu Einstein:
{\displaystyle \mathbf {J} _{i}={\boldsymbol {\sigma }}_{ij}\mathbf {E} _{j}}
Cả hai đều cho ta:
{\displaystyle J_{x}=\sigma _{xx}E_{x}+\sigma _{xy}E_{y}+\sigma _{xz}E_{z}}
{\displaystyle J_{y}=\sigma _{yx}E_{x}+\sigma _{yy}E_{y}+\sigma _{yz}E_{z}}
{\displaystyle J_{z}=\sigma _{zx}E_{x}+\sigma _{zy}E_{y}+\sigma _{zz}E_{z}}
Có thể thấy ρ và σ là các ma trận nghịch đảo của nhau. Tuy nhiên, trong trường hợp tổng quát, mỗi thành phần ma trận không nhất thiết là nghịch đảo của nhau; ví dụ như σxx không nhất thiết bằng 1/ρxx. Một ví dụ là hiệu ứng Hall, trong đó ρxy khác không. Trong hiệu ứng Hall, do bất biến quay quanh trục z, ρyy = ρxx và ρyx = −ρxy, nên quan hệ giữa điện trở suất và điện dẫn suất tinh giản thành:
{\displaystyle \sigma _{xx}={\frac {\rho _{xx}}{\rho _{xx}^{2}+\rho _{xy}^{2}}},\quad \sigma _{xy}={\frac {-\rho _{xy}}{\rho _{xx}^{2}+\rho _{xy}^{2}}}}
Nếu điện trường song song với dòng điện, ρxy và ρxz bằng không. Nếu chúng bằng không, chỉ cần ρxx để biểu diễn điện trở suất. Khi ấy ta có thể viết ρ, tương đương với những công thức đơn giản hơn.

## Điện dẫn suất và hạt mang điện

### Quan hệ giữa mật độ dòng điện và vận tốc dòng điện
Dòng điện là dòng dịch chuyển có hướng của các điện tích. Những điện tích này được gọi là hạt mang điện. Trong kim loại và chất bán dẫn, hạt mang điện là các electron; trong chất điện li và khí ion hóa, hạt mang điện là các ion âm và dương. Nhìn chung, mật độ dòng điện của một hạt mang điện được tính bởi công thức:
{\displaystyle {\vec {j}}=qn{\vec {\upsilon }}_{a}},
trong đó n là mật độ hạt mang điện (số hạt mang điện trong một đơn vị thể tích), q là điện tích của một hạt, và {\displaystyle {\vec {\upsilon }}_{a}} là tốc độ trung bình của nó. Trong trường hợp dòng điện có nhiều hạt mang điện:
{\displaystyle {\vec {j}}=\sum _{j}j_{i}}.
trong đó ji là mật độ dòng điện của hạt thứ i.

## Điện trở suất và điện dẫn suất của một số vật liệu
- Một chất dẫn điện như kim loại có điện trở suất thấp và điện dẫn suất cao.
- Một chất cách điện như thủy tinh có điện trở suất cao và điện dẫn suất thấp.
- Điện dẫn suất của một chất bán dẫn nhìn chung ở mức trung bình, nhưng tùy thuộc vào điều kiện môi trường, như là tiếp xúc với điện trường hay ánh sáng ở tần số nhất định và, quan trọng hơn, vào nhiệt độ và thành phần của chất bán dẫn.

Việc pha tạp làm thay đổi đáng kể khả năng dẫn điện của chất bán dẫn. Nhìn chung, pha tạp càng nhiều thì dẫn điện càng tốt. Khả năng dẫn điện của một dung dịch nước phụ thuộc rất lớn vào nồng độ muối hòa tan cũng như những chất hóa học khác làm điện li dung dịch. Khả năng dẫn điện của một mẫu nước được dùng để biểu thị mức độ tinh khiết, không lẫn muối hay ion của nó; nước càng tinh khiết, điện dẫn suất càng thấp, khả năng dẫn điện càng kém.
Bảng sau tóm tắt ước tính của các loại vật liệu chính:
| Vật liệu            | Điện trở suất, ρ (Ω·m) |
| ------------------- | ---------------------- |
| Chất siêu dẫn       | 0                      |
| Kim loại            | 10−8                   |
| Chất bán dẫn        | Thay đổi               |
| Chất điện li        | Thay đổi               |
| Chất cách điện      | 1016                   |
| Chất siêu cách điện | ∞                      |

Bảng sau liệt kê điện trở suất ρ, điện dẫn suất σ và hệ số nhiệt độ của một số chất tại 20 °C (68 °F, 293 K)
| Vật liệu                                       | Điện trở suất, ρ, tại 20 °C (Ω·m) | Điện dẫn suất, σ, tại 20 °C (S/m) | Hệ số nhiệt độ (K−1) | Nguồn         |
| ---------------------------------------------- | --------------------------------- | --------------------------------- | -------------------- | ------------- |
| Bạc                                            | 1,59×10−8                         | 6,30×107                          | 0.00380              | [ 10 ] [ 11 ] |
| Đồng                                           | 1,68×10−8                         | 5,96×107                          | 0.00404              | [ 12 ] [ 13 ] |
| Đồng ủ                                         | 1,72×10−8                         | 5,80×107                          | 0.00393              | [ 14 ]        |
| Vàng                                           | 2,44×10−8                         | 4,11×107                          | 0.00340              | [ 10 ]        |
| Nhôm                                           | 2,65×10−8                         | 3,77×107                          | 0.00390              | [ 10 ]        |
| Calci                                          | 3,36×10−8                         | 2,98×107                          | 0.00410              |               |
| Wolfram                                        | 5,60×10−8                         | 1,79×107                          | 0.00450              | [ 10 ]        |
| Kẽm                                            | 5,90×10−8                         | 1,69×107                          | 0.00370              | [ 15 ]        |
| Cobalt                                         | 6,24×10−8                         | 1,60×107                          | 0.007                | [ 16 ]        |
| Nickel                                         | 6,99×10−8                         | 1,43×107                          | 0.006                |               |
| Rutheni                                        | 7,10×10−8                         | 1,41×107                          |                      |               |
| Lithi                                          | 9,28×10−8                         | 1,08×107                          | 0.006                |               |
| Sắt                                            | 9,70×10−8                         | 107                               | 0.005                | [ 10 ]        |
| Platin                                         | 1,06×10−7                         | 9,43×106                          | 0.00392              | [ 10 ]        |
| Thiếc                                          | 1,09×10−7                         | 9,17×106                          | 0.00450              |               |
| Galli                                          | 1,40×10−7                         | 7,10×106                          | 0.004                |               |
| Niobi                                          | 1,40×10−7                         | 7,00×106                          |                      | [ 17 ]        |
| Thép cacbon (1010)                             | 1,43×10−7                         | 6,99×106                          |                      | [ 18 ]        |
| Chì                                            | 2,20×10−7                         | 4,55×106                          | 0.0039               | [ 10 ]        |
| Galinstan                                      | 2,89×10−7                         | 3,46×106                          |                      | [ 19 ]        |
| Titan                                          | 4,20×10−7                         | 2,38×106                          | 0.0038               |               |
| Thép silic                                     | 4,60×10−7                         | 2,17×106                          |                      | [ 20 ]        |
| Manganin                                       | 4,82×10−7                         | 2,07×106                          | 0.000002             | [ 21 ]        |
| Constantan                                     | 4,90×10−7                         | 2,04×106                          | 0.000008             | [ 22 ]        |
| Thép không gỉ                                  | 6,90×10−7                         | 1,45×106                          | 0.00094              | [ 23 ]        |
| Thủy ngân                                      | 9,80×10−7                         | 1,02×106                          | 0.00090              | [ 21 ]        |
| Mangan                                         | 1,44×10−6                         | 6,94×105                          |                      |               |
| Nichrome                                       | 1,10×10−6                         | 6,70×105                          | 00004                | [ 10 ]        |
| Cacbon vô định hình                            | 5×10−4 to 8×10−4                  | 1,25×103 to 2,00×103              | −0.0005              | [ 10 ] [ 24 ] |
| Cacbon (graphit) song song với mặt phẳng cơ sở | 25×10−6 to 50×10−6                | 2×105 to 3×105                    |                      | [ 4 ]         |
| Cacbon (graphit) vuông góc với mặt phẳng cơ sở | 3×10−3                            | 33×102                            |                      | [ 4 ]         |
| GaAs                                           | 10−3 to 108                       | 10−8 to 103                       |                      | [ 25 ]        |
| Germani                                        | 46×10−1                           | 2,17                              | −0,048               | [ 10 ] [ 11 ] |
| Nước biển                                      | 21×10−1                           | 48                                |                      | [ 26 ]        |
| Nước hồ bơi                                    | 33×10−1 to 40×10−1                | 025 to 030                        |                      | [ 27 ]        |
| Nước uống                                      | 2×101 to 2×103                    | 5×10−4 to 5×10−2                  |                      |               |
| Silicon                                        | 23×103                            | 435×10−4                          | −0075                | [ 10 ] [ 28 ] |
| Gỗ (ẩm)                                        | 103 to 104                        | 10−4 to 10−3                      |                      | [ 29 ]        |
| Nước khử ion                                   | 18×105                            | 42×10−5                           |                      | [ 30 ]        |
| Thủy tinh                                      | 1011 to 1015                      | 10−15 to 10−11                    |                      | [ 10 ] [ 11 ] |
| Cacbon (kim cương)                             | 1012                              | ~10−13                            |                      | [ 31 ]        |
| Cao su cứng                                    | 1013                              | 10−14                             |                      | [ 10 ]        |
| Không khí                                      | 109 to 1015                       | ~10−15 to 10−9                    |                      | [ 32 ] [ 33 ] |
| Gỗ (khô)                                       | 1014 to 1016                      | 10−16 to 10−14                    |                      | [ 29 ]        |
| Lưu huỳnh                                      | 1015                              | 10−16                             |                      | [ 10 ]        |
| Thạch anh nóng chảy                            | 75×1017                           | 13×10−18                          |                      | [ 10 ]        |
| PET                                            | 1021                              | 10−21                             |                      |               |
| Teflon                                         | 1023 to 1025                      | 10−25 to 10−23                    |                      |               |

Hệ số nhiệt độ thay đổi theo nhiệt độ và độ tinh khiết của vật liệu. Giá trị ở nhiệt độ 20 °C chỉ là xấp xỉ khi dùng ở nhiệt độ khác. Ví dụ, đối với đồng, hệ số này giảm đi khi nhiệt độ tăng lên, và ở 0 °C hệ số là 0.00427.
Khả năng dẫn điện tốt của bạc và những kim loại khác là đặc trưng điển hình của kim loại. George Gamow giải thích một cách đơn giản trong quyển sách khoa học thường thức của ông, One, Two, Three...Infinity (1947):
Kim loại khác với tất cả những chất khác ở chỗ lớp ngoài cùng nguyên tử của chúng được kết nối tương đối lỏng lẻo, và thường cho phép một electron đi tự do. Do đó bên trong kim loại là một biển những electron rời rạc di chuyển không mục đích như một đám người tản cư. Khi áp dụng lực điện lên hai đầu một dây kim loại, những electron tự do này nhanh chóng đi theo hướng của lực điện, tạo thành cái mà chúng ta gọi là dòng điện.

Sử dụng thuật ngữ, mô hình electron tự do cho ta một mô tả cơ bản về dòng chảy electron trong kim loại.
Gỗ được coi là chất cách điện tốt, nhưng điện trở suất của nó phụ thuộc vào độ ẩm, với gỗ ướt dẫn điện tốt hơn gỗ khô ít nhất 1010 lần. Nhìn chung, với hiệu điện thế đủ lớn – như tia sét hay đường dây dẫn điện cao thế – có thể phá vỡ khả năng cách điện và dẫn đến giật điện ngay cả với gỗ khô.